# Daniel Schmidt
Daniel Schmidt (シュミット・ダニエル, Shumitto Danieru, Illinois, 3 februari 1992) is een Japans voetballer die bij Nagoya Grampus als doelman speelt.

## Carrière

### Clubcarrière
Schmidt werd geboren in de VS. Hij heeft een Amerikaanse vader en een Japanse moeder. Vanaf zijn tweede jaar woonde hij in Japan waar hij via verschillende schoolteams in 2010 terechtkwam in de jeugdopleiding van Kawasaki Frontale als huurspeler.
Hij tekende later voor Vegalta Sendai maar maakte zijn profdebuut tijdens een huurperiode bij Roasso Kumamoto in april 2014. Na het spelen van zijn allereerste wedstrijd met Vegalta in de J. League Cup, werd hij opnieuw geleend aan Roasso, ditmaal tot het einde van het seizoen 2015. Een derde verhuur vond plaats in 2016, ditmaal ging de doelman aan de slag bij Matsumoto Yamaga.
Op 1 juli 2019 bracht Sint-Truidense VV het nieuws naar buiten dat er een akkoord was met Vegalta Sendai en Daniel Schmidt over een transfer van de doelman naar België. De doelman zou op 13 juli zijn laatste wedstrijd voor Vegalta spelen om vervolgens af te reizen naar Europa.
Op 20 januari 2025 verliet hij KAA Gent om terug in Japan te spelen bij Nagoya Grampus.

### Interlandcarrière
Schmidt maakte op 16 november 2018 zijn debuut in het Japans voetbalelftal tijdens een vriendschappelijke wedstrijd tegen Venezuela. Hij nam met het Japans voetbalelftal deel aan het Aziatisch kampioenschap 2019.

## Statistieken
| Japans voetbalelftal | Japans voetbalelftal | Japans voetbalelftal |
| Jaar                 | Wed.                 | Dlp.                 |
| -------------------- | -------------------- | -------------------- |
| 2018                 | 1                    | 0                    |
| 2019                 | 4                    | 0                    |
| Totaal               | 5                    | 0                    |

2 Kotto ·
3 Brown ·
4 Watanabe ·
5 Lopes ·
6 Gandelman ·
8 Gerkens ·
9 Guðjohnsen ·
10 Omgba ·
11 Sonko ·
12 Gambor ·
13 Mitrović ·
14 Vanzeir‎ ·
15 Ito ·
16 Delorge ·
17 Hjulsager ·
18 Samoise ·
19 Surdez ·
20 Araújo ·
21 Dean ·
22 Fadiga ·
23 Torunarigha ·
24 Kums  ·
26 Fortin ·
27 De Vlieger ·
29 Varela ·
30 De Schrevel ·
32 Vandenberghe ·
33 Roef ·
35 De Meyer ·
45 Goore ·
Coach: Milićević
· Assistent-coach: Van Dessel
1 Kawashima ·
2 Yamane ·
3 Taniguchi ·
4 Itakura ·
5 Nagatomo ·
6 Endo ·
7 Shibasaki ·
8 Doan ·
9 Mitoma ·
10 Minamino ·
11 Kubo ·
12 Gonda ·
13 Morita ·
14 J. Ito ·
15 Kamada ·
16 Tomiyasu ·
17 Tanaka ·
18 Asano ·
19 Sakai ·
20 Machino ·
21 Ueda ·
22 Yoshida  ·
23 Schmidt ·
24 Soma ·
25 Maeda ·
26 H. Ito ·
Coach: Moriyasu